# Colțu de Jos
Colțu de Jos – wieś w Rumunii, w okręgu Prahova, w gminie Cocorăștii Colț. W 2011 roku liczyła 294 mieszkańców.